# Global Mobile Internet Conference
Global Mobile Internet Conference（グローバル・モバイル・インターネット・カンファレンス）は、北京の長城会（Great Wall Club、略称GWC）による、アジア最大規模のモバイルインターネットカンファレンス。2009年に第1回開催以降、毎年5月に北京で開催されている。2012年10月にはシリコンバレーで開催された。